# サントル＝ヴァル・ド・ロワール地域圏
サントル＝ヴァル・ド・ロワール地域圏（サントル＝ヴァル・ド・ロワールちいきけん、フランス語：Centre-Val de Loire, 発音: [sɑ̃tʁə val də lwaʁ]）は、フランス中部に位置する地域圏。東はイル＝ド＝フランス地域圏とブルゴーニュ＝フランシュ＝コンテ地域圏、西はノルマンディー地域圏、ペイ・ド・ラ・ロワール地域圏、ヌーヴェル＝アキテーヌ地域圏、南はオーヴェルニュ＝ローヌ＝アルプ地域圏に接している。首府はオルレアン。内部にロワレ県、シェール県、ウール＝エ＝ロワール県、アンドル県、アンドル＝エ＝ロワール県、ロワール＝エ＝シェール県を含む。
かつてはサントル地域圏と呼ばれていたが、2015年1月17日に現在の名称に変更された。

## 地理
サントル＝ヴァル・ド・ロワール地域圏はその名の通り、パリ南部、フランス中央部に位置している。首府オルレアンは地域圏北西部にある。主要な都市としてトゥール、アンボワーズ、ブロワなどがある。

## 行政区分
| 名称                                    | 人口(人) | 州都/主府/本部           | 備考 |
| --------------------------------------- | -------- | ------------------------ | ---- |
| ロワレ県 Loiret                         | 634,000  | オルレアン Orléans       |      |
| シェール県 Cher                         | 313,000  | ブールジュ Bourges       |      |
| ウール＝エ＝ロワール県 Eure-et-Loir     | 415,000  | シャルトル Chartres      |      |
| アンドル県 Indre                        | 231,000  | シャトールー Châteauroux |      |
| アンドル＝エ＝ロワール県 Indre-et-Loire | 568,000  | トゥール Tours           |      |
| ロワール＝エ＝シェール県 Loir-et-Cher   | 321,000  | ブロワ Blois             |      |

## 経済
比較的平坦で広大な土地と温厚な気候に恵まれ、ヨーロッパでも有数の穀物生産地である。また工業生産はフランス国内で第5番目の規模を誇る。首府はジャンヌ・ダルクとゆかりの深いオルレアン。圏内人口は日本の新潟県と同程度。面積は北海道の半分ほどである。